# Straszków (województwo dolnośląskie)
Straszków (niem. Leppelt) – osada w Polsce położona w województwie dolnośląskim, w powiecie kłodzkim, w gminie Nowa Ruda.
W latach 1975–1998 miejscowość administracyjnie należała do województwa wałbrzyskiego.

## Położenie
Osada położona przy drodze wojewódzkiej 381 Nowa Ruda-Kłodzko, pomiędzy Słupcem od zachodu a wzniesieniami Czajka od wschodu i Królik od południa.